# Bistum Ruhengeri
Das Bistum Ruhengeri (lat.: Dioecesis Ruhengeriensis) ist eine in Ruanda gelegene römisch-katholische Diözese mit Sitz in Ruhengeri.

## Geschichte
Das Bistum Ruhengeri wurde am 20. Dezember 1960 durch Papst Johannes XXIII. mit der Apostolischen Konstitution Cum Fidei aus Gebietsabtretungen des Erzbistums Kabgayi und des Bistums Nyundo errichtet. Am 5. November 1981 gab das Bistum Ruhengeri Teile seines Territoriums zur Gründung des Bistums Byumba ab.
Das Bistum Ruhengeri ist dem Erzbistum Kigali als Suffraganbistum unterstellt.

## Bischöfe von Ruhengeri
- Joseph Sibomana, 1961–1969, dann Bischof von Kibungo
- Phocas Nikwigize, 1968–1996
- Kizito Bahujimihigo, 1997–2007, dann Bischof von Kibungo
  - Alexis Habiyambere SJ, 2010–2012 (Apostolischer Administrator)
- Vincent Harolimana, seit 2012